# Hans Ungdomsbrud
Hans Ungdomsbrud er en dansk stumfilm fra 1921, der er instrueret af Lau Lauritzen Sr. efter manuskript af A.V. Olsen.

## Handling
Denne artikel mangler et handlingsreferat. Hjælp os med at skrive det.